# Théodore Champion
Pour les articles homonymes, voir Champion (homonymie).
Théodore Champion (né le 14 février 1873 à Genève - mort le 31 août 1954 à Chêne-Bourg) était un marchand de timbres et un coureur cycliste suisse. Il s'installa au 13 de la rue Drouot à Paris en 1899. Cette boutique a attiré d'autres marchands et a concentré dans le quartier une bonne part du commerce philatélique parisien.

## Biographie
Théodore Champion était le fils d'un employé de banque et d'une mère qui collectionnait les timbres-poste. Son frère Adrien et lui collectionnent également ces vignettes postales. Ils n'hésitent pas à fouiller les poubelles de la banque paternelle pour récupérer des exemplaires. On raconte qu'ils ont vendu leur collection pour une forte somme pour montrer à leur père sceptique le bien-fondé de leur entreprise.
Tout en pratiquant le négoce de timbres, il effectue une carrière de coureur cycliste. En 1894, il est ainsi champion cycliste de Suisse et remporte le Grand Prix de Genève[réf. nécessaire].
Il s'installe à Paris en 1899 avec sa collection. Employé du marchand de timbres Forbin, Champion rachète en 1902 le magasin de la rue Drouot. Rapidement, il crée un bulletin de nouveautés où il propose en exclusivité les émissions de certaines administrations postales étrangères. 
Il parvient à imposer la collection des timbres neufs quand les collectionneurs du début du XXe siècle les collectionnent oblitérés, c'est-à-dire ayant bien servi à leur office postal.
Il devient rapidement le plus important marchand de timbres parisien, et est élu membre de l'Académie de philatélie en 1948.
Depuis 1900 et sa rencontre avec l'éditeur Louis Yvert, il tient à jour les cotes imprimées dans le catalogue Yvert et Tellier. Après sa mort, Pierre Yvert et les frères Ladislas et Alexandre Varga rachètent son fonds de commerce pour fonder l'Ancienne Maison Théodore Champion. Les Varga, puis Jean, fils de Ladislas, continuent d'évaluer les cotes du catalogue Yvert et Tellier jusqu'en 2000.

## L'entreprise actuelle
L'entreprise Ancienne Maison Théodore Champion, société anonyme, existe encore et porte son nom. Elle a gardé son importance, notamment grâce à l'exclusivité de la vente d'émissions de pays étrangers en France : Scandinavie, territoires insulaires britanniques, etc. En 1990, le chiffre d'affaires est de 40 millions de francs.
Elle publie avec l'éditeur philatélique Yvert et Tellier un bulletin mensuel qui référence au fur et à mesure les émissions de timbres du monde entier, et fait office de supplément au catalogue de cet éditeur.
En 1990, l'entreprise a quitté le 13 rue Drouot, et s'est répartie dans Paris entre la rue d'Hauteville pour le siège social et la rue des Messageries pour le stock. En juin 2003, elle reprend un bail rue Drouot pour y installer un point de vente.
L'entreprise est membre de la Chambre française des négociants et experts en philatélie (CNEP).

## Palmarès
- 1892
  -  Champion de Suisse de vitesse
- 1893
  -  Champion de Suisse de vitesse
  - 2e du championnat de Suisse sur route
- 1895
  -  Champion de Suisse de vitesse
- 1896
  - 2e du championnat de Suisse de vitesse
- 1899
  - 2e du championnat de Suisse de vitesse

## Hommages
Théodore Champion a été représenté plusieurs fois sur timbres :
- le Liechtenstein émit un timbre à son effigie en 1969 ;
- Antigua émit un timbre sur timbre en 1993 : il est représenté à côté du timbre français « un franc vermillon au type Cérès »,
- Montserrat en 2002 sur un bloc de quatre timbres en l'honneur de Rowland Hill, de l'imprimeur Thomas De La Rue, de l'éditeur Edward Stanley Gibbons.